# Hylomyrma sagax
Hylomyrma sagax är en myrart som beskrevs av Kempf 1973. Hylomyrma sagax ingår i släktet Hylomyrma och familjen myror. Inga underarter finns listade i Catalogue of Life.